# 光鳃鱼属
光鳃鱼属（学名：Chromis）是雀鲷科的一属。

## 下属物种
本属包括以下物种：
- 底棲光鰓魚 Chromis abyssicola ：又稱底棲光鰓雀鯛。
- 深海光鰓魚 Chromis abyssus ：又稱深海光鰓雀鯛。
- 白尾光鰓魚 Chromis albicauda ：又稱白尾光鰓雀鯛。
- 白斑光鰓魚 Chromis albomaculata ：又稱白斑光鰓雀鯛。
- 銀白光鰓魚 Chromis alpha Randall, 1988：又稱銀白光鰓雀鯛。
- 高身光鰓魚 Chromis alta Greenfield & Woods, 1980：又稱高身光鰓雀鯛。
- 髮帶光鰓魚 Chromis anadema Motomura, Nishiyama & Chiba, 2017 [2]：又稱髮帶光鰓雀鯛。
- 長臀光鰓魚 Chromis analis (Cuvier, 1830)：又稱黃光鰓雀鯛、長臂光鰓雀鯛。
- 印尼光鰓魚 Chromis athena ：又稱印尼光鰓雀鯛。
- 綠光鰓魚 Chromis atripectoralis Welander & Schultz, 1951：又稱黑腋光鰓雀鯛。
- 腋光鰓魚 Chromis axillaris ：又稱腋光鰓雀鯛。
- 鮑氏光鰓魚 Chromis bowesi ：又稱鮑氏光鰓雀鯛。
- 卡氏光鰓魚 Chromis cadenati ：又稱卡氏光鰓雀鯛。
- 光鰓魚 Chromis chromis ：又稱光鰓雀鯛。
- 長棘光鰓魚 Chromis chrysura ：又稱短身光鰓雀鯛、琉球光鰓魚。
- 灰光鰓魚 Chromis cinerascens ：又稱灰光鰓雀鯛。
- 黃鰭光鰓魚 Chromis circumaurea ：又稱黃鰭光鰓雀鯛。
- 黑光鰓魚 Chromis crusma ：又稱黑光鰓雀鯛。
- 多毛光鰓魚 Chromis dasygenys ：又稱多毛光鰓雀鯛。
- 德氏光鰓魚 Chromis degruyi ：又稱德氏光鰓雀鯛。
- 黑體光鰓魚 Chromis dispila ：又稱黑體光鰓雀鯛。
- 杜維氏光鰓魚 Chromis durvillei ：又稱杜維氏光鰓雀鯛。
- 春色光鰓魚 Chromis earina ：又稱春色光鰓雀鯛。
- 矛尾光鰓魚 Chromis enchrysura ：又稱矛尾光鰓雀鯛。
- 黃腋光鰓魚 Chromis flavaxilla
- 橘尾光鰓魚 Chromis flavicauda
- 黃斑光鰓魚 Chromis flavomaculata ：又稱黃斑光鰓雀鯛。
- 黃斑光鰓魚 Chromis flavomaculatus ：又稱黃斑光鰓雀鯛。
- 煙色光鰓魚 Chromis fumea ：又稱燕尾光鰓雀鯛。
- 剪尾光鰓魚 Chromis gunting ：又稱剪尾光鰓雀鯛。
- 邊界光鰓魚 Chromis hangganan ：又稱邊界光鰓雀鯛。
- 高鱗光鰓魚 Chromis hypsilepis ：又稱高鱗光鰓雀鯛。
- 黃背光鰓魚 Chromis insolatus ：又稱黃背光鰓雀鯛。
- 巴西光鰓魚 Chromis jubauna ：又稱巴西光鰓雀鯛。
- 肯氏光鰓魚 Chromis kennensis ：又稱肯氏光鰓雀鯛。
- 克氏光鰓魚 Chromis klunzingeri ：又稱克氏光鰓雀鯛。
- 緣光鰓魚 Chromis limbata ：又稱緣光鰓雀鯛。
- 林氏光鰓魚 Chromis limbaughi ：又稱林氏光鰓雀鯛。
- 盧氏光鰓魚 Chromis lubbocki ：又稱盧氏光鰓雀鯛。
- 米歇爾光鰓魚 Chromis mamatapara ：又稱米歇爾光鰓雀鯛。Shepherd, Pinheiro, Phelps, Easton, Pérez-Matus & Rocha, 2020[3]
- 東海光鰓魚 Chromis mirationis ：又稱橫帶光鰓雀鯛。
- 紫棕光鰓魚 Chromis monochroma ：又稱紫棕光鰓雀鯛。
- 黑臀光鰓魚 Chromis nigroanalis ：又稱黑臀光鰓雀鯛。
- 閃爍光鰓魚 Chromis nitida ：又稱閃爍光鰓雀鯛。
- 諾福克島光鰓魚 Chromis norfolkensis ：又稱諾福克島光鰓雀鯛。
- 尾斑光鰓魚 Chromis notata ：又稱尾斑光鰓雀鯛。
- 岡村氏光鰓魚 Chromis okamurai ：又稱岡村氏光鰓雀鯛。
- 大沼氏光鰓魚 Chromis onumai ：又稱大沼氏光鰓雀鯛。
- 蓋光鰓魚 Chromis opercularis ：又稱蓋光鰓雀鯛。
- 卵圓光鰓魚 Chromis ovalis ：又稱卵圓光鰓雀鯛。
- 帕氏光鰓魚 Chromis pamae ：又稱帕氏光鰓雀鯛。
- 佩洛光鰓魚 Chromis pelloura ：又稱佩洛光鰓雀鯛。
- 彭伯光鰓魚 Chromis pembae ：又稱彭伯光鰓雀鯛。
- 普氏光鰓魚 Chromis planesi ：又稱普氏光鰓雀鯛。
- 斑鰭光鰓魚 Chromis punctipinnis ：又稱斑鰭光鰓雀鯛。
- 純潔光鰓魚 Chromis pura ：又稱純潔光鰓雀鯛。
- 藍氏光鰓魚 Chromis randalli ：又稱藍氏光鰓雀鯛。
- 薩胡爾光鰓魚 Chromis sahulensis ：又稱薩胡爾光鰓雀鯛。
- 桑克塔光鰓魚 Chromis sanctaehelenae ：又稱桑克塔光鰓雀鯛。
- 菲律賓光鰓魚 Chromis scotochilopterus ：又稱菲律賓光鰓雀鯛。
- 紫光鰓魚 Chromis scotti ：又稱紫光鰓雀鯛。
- 斯氏光鰓魚 Chromis struhsakeri ：又稱斯氏光鰓雀鯛。
- 條尾光鰓魚 Chromis ternatensis ：又稱三葉光鰓雀鯛、藍光鰓魚。
- 月石光鰓魚 Chromis tingting ：又稱月石光鰓雀鯛。Tea, Gill & Senou, 2019[4]
- 飾頸光鰓魚 Chromis torquata ：又稱飾頸光鰓雀鯛。
- 靈光鰓魚 Chromis trialpha ：又稱靈光鰓雀鯛。Allen & Randall, 1980
- 黃帶光鰓魚 Chromis unipa ：又稱黃帶光鰓雀鯛。
- 范氏光鰓魚 Chromis vanbebberae ：又稱范氏光鰓雀鯛。
- 三點光鰓魚 Chromis verater Chromis verater Jordan & Metz, 1912
- 藍綠光鰓魚 Chromis viridis ：又稱藍綠光鰓雀鯛。
- 韋氏光鰓魚 Chromis weberi ：又稱魏氏光鰓雀鯛。
- 西澳光鰓魚 Chromis westaustralis ：又稱西澳光鰓雀鯛。
- 伍氏光鰓魚 Chromis woodsi ：又稱伍氏光鰓雀鯛。
- 黃光鰓魚 Chromis xanthochira ：又稱黃腋光鰓雀鯛。
- 黃翅光鰓魚 Chromis xanthopterygia ：又稱黃翅光鰓雀鯛。
- 黃尾光鰓魚 Chromis xanthura ：又稱黃尾光鰓雀鯛。
- 金尾光鰓魚 Chromis xouthos ：又稱金尾光鰓雀鯛。
- 黃褐光鰓魚 Chromis xutha ：又稱黃褐光鰓雀鯛。
- 山川光鰓魚 Chromis yamakawai ：又稱山川光鰓雀鯛。